# Маркем (гора)
Маркем (англ. Mount Markham) — гора в Антарктиде, самая высокая вершина хребта Королевы Елизаветы на Трансантарктических горах. Её высота составляет 4350 м над уровнем моря.

## География
Гора расположена в Восточной Антарктиде, на Территории Росса, на хребте Королевы Елизаветы (Берег Шеклтона), который является составной частью Трансантарктических гор, примерно в 175 км к северу — северо-западу от горы Керкпатрик (4528 м), и в 148 км на северо-запад от горы Элизабет (4480 м).
Гора Маркем представляет собой горный массив продолговатой формы, с тремя вершинами. Наибольшая высота — 4351 м.
Горный массив был открыт в ходе второй Британской антарктической экспедиции (экспедиция «Дискавери») 1901—1904 годов под руководством капитана Роберта Скотта и был назван в честь президента Королевского географического общества сэра Клементса Маркема, который был главным инициатором этой экспедиции и всячески её поддерживал.